# あの日のように抱きしめて
『あの日のように抱きしめて』（あのひのようにだきしめて、Phoenix）は2014年のドイツのドラマ映画。
原作はユベール・モンテイエの1961年の小説『帰らざる肉体』。
監督はクリスティアン・ペツォールト、出演はニーナ・ホスとロナルト・ツェアフェルトなど。
第二次世界大戦終戦後のベルリンを舞台に、強制収容所から生還した元歌手のユダヤ人女性と、容貌の変わった彼女に気付かない夫の関係を描いた心理サスペンス映画。
『東ベルリンから来た女』（2012年）のスタッフと主演2人が再結集した作品である。

## ストーリー
1945年6月、敗戦直後のドイツ・ベルリンに元歌手のユダヤ人女性ネリーが強制収容所から奇跡的に生還する。顔に深い傷を負った彼女は、親友の弁護士レネの助けで顔面修復手術を受ける。傷の癒えたネリーは愛する夫ジョニーとの再会を果たすが、彼女が死んだと頑なに信じているジョニーは彼女を妻によく似た別人と思い込み、彼女の一族の遺産を手に入れるために妻になりすましてほしいと頼む。激しいショックを受けたものの、ジョニーとの再会のみを心の支えに収容所で必死に生き抜いて来た彼女は、ジョニーの提案を受け入れ、ジョニーと共同生活を始める。元の顔を失い、自分自身をも失っていた彼女はジョニーの言うままに昔のネリーを演じる中で本来の自分を取り戻せたような気持ちになっていく。一方、ジョニーが保身のためにネリーをナチスに売り、彼女の逮捕直前に離婚までしていた事実を知るレネは、ネリーにジョニーは裏切り者なので縁を切れと言う。ネリーも疑念を抱くものの、事情があったのだと思い、ジョニーの言うがままに妻を演じ続ける。そんなある日、レネが自殺する。レネの遺書には、ジョニーが一方的にネリーと離婚していたことを示す書類が同封されていた。
ジョニーは昔のネリーを知る友人たちとネリーとの「再会」の場を設ける。「ネリー」として受け入れられた彼女は、友人らの前でジョニーとの思い出の曲「スピーク・ロウ」を歌いたいとして、ジョニーにピアノ伴奏を頼む。動揺しながらもピアノを弾き始めたジョニーは、ネリーの歌声と腕に刻まれた囚人番号でようやく彼女が妻本人であることに気づく。伴奏の手を止め、呆然とするジョニーを無視してネリーは歌い続ける。そして、ジョニーを残してその場を去っていく。

## キャスト
- ネリー: ニーナ・ホス - 元歌手のユダヤ人女性。
- ジョニー: ロナルト・ツェアフェルト - ネリーの夫でピアノ弾き。
- レネ: ニーナ・クンツェンドルフ（ドイツ語版） - ネリーの親友の弁護士。

## 製作
本作の原作はユベール・モンテイエの1961年の小説『帰らざる肉体』であるが、アルフレッド・ヒッチコック監督の『めまい』（1958年）もモチーフにしている。

## 作品の評価
Rotten Tomatoesによれば、批評家の一致した見解は「緊張感があって複雑、そしてしっとりした雰囲気で満たされた『あの日のように抱きしめて』は、役者の演技が素晴らしく、きちんと作り上げられた戦争ドラマであり、脚本・監督のクリスティアン・ペツォールトが最高の力を発揮していることがわかる。」であり、131件の評論のうち高評価は98%にあたる128件で、平均点は10点満点中8.1点となっている。
Metacriticによれば、30件の評論のうち、高評価は29件、賛否混在は1件、低評価はなく、平均点は100点満点中89点となっている。

### 受賞歴
米ナショナル・ボード・オブ・レビューによる2015年の外国語映画トップ5の1作に選ばれている他、世界各国の様々な映画賞においてノミネートまたは受賞を果たしている。